# Jon Henricks
John (Jon) Malcolm Henricks (ur. 6 czerwca 1935 w Sydney) – australijski pływak. Dwukrotny złoty medalista olimpijski z Melbourne.
Specjalizował się w stylu dowolnym. Początkowo startował głównie na długich dystansach. Pierwszy sukces – mistrzostwo Australii – osiągnął w 1952. Z powodu kłopotów zdrowotnych nie wziął udziału w IO 52. Stawał na podium Igrzysk Imperium Brytyjskiego i Wspólnoty Brytyjskiej w 1954. Na IO 56 triumfował na 100 metrów kraulem oraz w sztafecie. Był rekordzistą świata, bez powodzenia startował na IO 60.

## Starty olimpijskie (medale)
Melbourne 1956
- 100 m kraulem, 4 × 200 m kraulem –  złoto